# Neuroxena truncatus
Neuroxena truncatus là một loài bướm đêm thuộc phân họ Arctiinae, họ Erebidae.